# Zebra-anemoon
De zebra-anemoon (Actinia striata) is een zeeanemoon uit de familie Actiniidae. De soort lijkt sterk op de paardenanemoon maar over de zuil lopen verticale veelal groene strepen. Evenals de paardenanemoon wordt de zuil ongeveer vijf centimeter hoog en breed. Rond de tentakelopening bevinden zich blauwe blaasjes (acrorhagi), die netelcellen bevatten en gebruikt kunnen worden om aanvallende zeeanemonen te verdrijven. Deze soort werd in 1833 voor het eerst wetenschappelijk beschreven door Quoy & Gaimard.

## Beschrijving
De zebra-anemoon is een solitaire zeeanemoon. De cilindrische kolom kan groeien tot een hoogte en een diameter van 30 mm en de voet loopt uit tot een diameter van 60 mm. De kroon bestaat uit zes kransen van tentakels met in totaal 196 tentakels. De kolom is variabel van kleur, glad en fijn gestreept, roodachtig, dof groen of bruin, met donkere strepen. De tentakels zijn roodachtig of groenachtig en de orale schijf is effen rood en enigszins transparant. De tentakels kunnen volledig worden ingetrokken, en dan lijkt de zeeanemoon op een gestreepte gelatineachtige heuvel. Door de nauwe verwantschap met de paardenanemoon en andere nauw verwante soorten wordt de soortstatus van de zebra-anemoon wel betwist. Genetisch onderzoek zal meer duidelijkheid moeten bieden.

## Verspreiding
Deze soort is endemisch in de westelijke Middellandse Zee. Het verspreidingsgebied omvat de Middellandse Zeekusten van Spanje en Frankrijk, Italië, Griekenland, Kroatië en Marokko. Het komt voor tot ongeveer 30 meter en wordt aangetroffen op rotsen in zowel goed verlichte gebieden als tussen zeewier en onder rotsen. De zebra-anemoon kan op grotere diepten voorkomen dan Actinia mediterranea of de paardenanemoon (A. equina).